# 폴라리스
폴라리스(작은곰자리 알파, α UMi, 보통 북극성으로 부른다.)는 작은곰자리에서 가장 밝고 밤하늘 전체에서는 50번째로 큰 별이다. 이 별은 천구 북극과 매우 가까워서 현 시점에서 북극성으로 불리고 있다.
하나의 별처럼 보이지만 사실 다중성계이다. 가장 크고 밝은 주인별 폴라리스 Aa는 초거성이며 동반천체 폴라리스 B, 폴라리스 Ab를 거느리고 있다. 이들로부터 떨어진 곳에 동반천체 폴라리스 C, 폴라리스 D가 있는데 이 둘은 1780년 윌리엄 허셜이 발견하였다.
히파르코스 개정 성표에는 폴라리스 계까지의 거리를 434 광년(133 파섹)으로 수록했다. 그런데 최근 발표된 여러 논문에는 기존의 맥동현상을 가정할 경우 폴라리스 계가 상기 거리보다 30 퍼센트 더 가깝다고 결론내리고 있다. 폴라리스에 대한 정확한 모형을 수립하는 것은 특히 중요한데 그 이유는 이 별이 지구에서 가장 가까운 세페이드 변광성이기 때문이다. 폴라리스의 물리적 매개변수는 우주 거리 사다리 체계를 확고히 수립한다는 차원에서 매우 중요하다.

## 관측 역사
연감 및 성표상 폴라리스의 수록 여부
| 출처                  | 수록여부 |
| --------------------- | -------- |
| 프톨레마이오스 (~169) | 예       |
| 알-수피 (964)         | 예       |
| 알-비루니 (~1030)     | 예       |
| 카얌 (~1100)          | 예       |
| 알-투시 (1272)        | 아니요   |
| 울루그 베그 (1437)    | 예       |
| 코페르니쿠스 (1543)   | 예       |
| 쇠너 (1551)           | 예       |
| 브라헤 (1598)         | 예       |
| 브라헤 (1602)         | 예       |
| 바이어 (1603)         | 예       |
| 더 호우트만 (1603)    | 아니요   |
| 케플러 (1627)         | 예       |
| 실러 (1627)           | 예       |
| 핼리 (1679)           | 아니요   |
| 헤벨리우스 (1690)     | 예       |
| 플램스티드 (1725)     | 예       |
| 플램스티드 (1729)     | 예       |
| 보데 (1801a)          | 예       |
| 보데 (1801b)          | 예       |

## 항성계

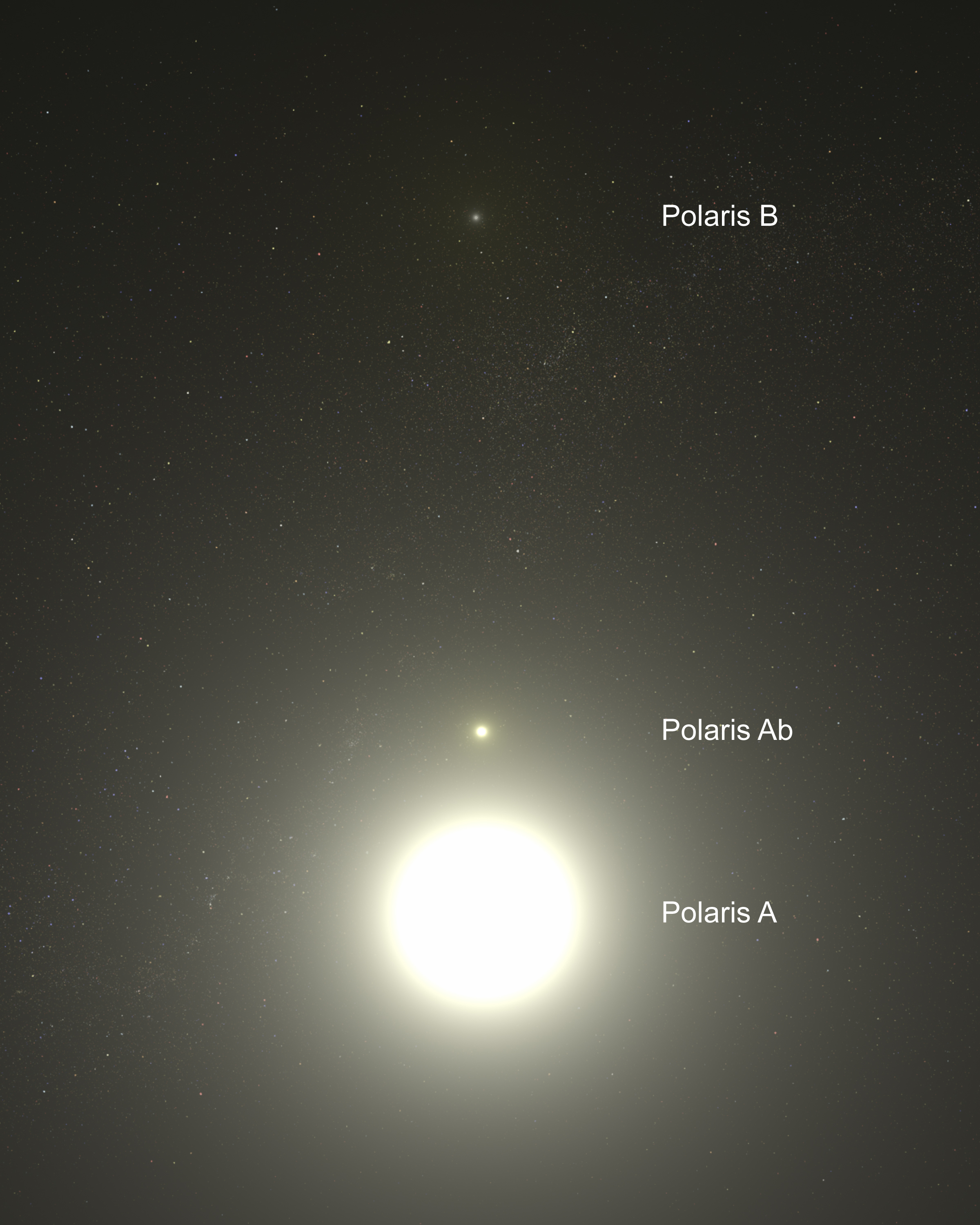
폴라리스 항성계를 천체 예술가가 상상하여 표현한 그림. 중앙 아래에 크고 밝은 별이 초거성 폴라리스 A이고 바로 위에 있는 작은 별이 폴라리스 Ab로 나오고, 멀리 떨어져 있는 것이 폴라리스 B로 나타났다.

폴라리스 A는 태양보다 4.5배 무겁고 구름이 가려서 분광형상 F7의 황백색 초거성(Ib)이다. 이 별은 공전궤도로부터 운동학적 원리를 이용해 질량을 구한 최초의 세페이드 변광성이다. Aa는 동반천체 둘을 거느리고 있다. 첫 번째 폴라리스 B는 태양 질량의 1.39배에 분광형 F3의 주계열성으로 Aa로부터 약 2400 천문단위 떨어져 있다. 두 번째 동반천체 폴라리스 Ab(폴라리스 P)는 태양 질량의 1.26배에 분광형 F6의 주계열성으로 Aa와 약 18.8 천문단위 떨어져 있다. 이들로부터 멀리 떨어진 곳에 다시 폴라리스 C와 폴라리스 D가 있다.
폴라리스 B는 작은 망원경으로도 볼 수 있다. 1780년 윌리엄 허셜은 수제 반사 망원경을 이용하여 짝별 B를 발견하였다.(그의 망원경은 당대 가장 성능이 좋았다.) 이후 1929년 폴라리스 A의 스펙트럼을 조사하던 중 A와 매우 가까이 붙어 있는 제3의 천체 폴라리스 Ab(폴라리스 P)를 발견했다. 다만 무어·콜로도프스키는 이보다 전에 Ab의 존재를 예측한바 있다. 2006년 1월 NASA는 허블 우주 망원경으로 폴라리스를 찍었는데, 여기에는 앞에 기술한 성계 구성원 셋이 분리되어 찍혀 나왔다. 허블 망원경의 자료상 Aa와 Ab는 고작 18.5 천문단위 떨어져 있었는데(폴라리스 A로부터 약 28억 킬로미터 거리로 태양~천왕성 간격 정도이다.) 이렇게 가깝기 때문에 짝별의 빛은 훨씬 밝은 주인별에 묻혀 관측하기 힘들었던 것이다.

## 변광성
폴라리스 A는 계에서 가장 무겁고 구름이 가려진 초거성이며 항성종족 I에 속하는 고전 세페이드 변광성이기도 하다. 다만 예전에는 이 별의 은위(銀緯)가 컸기 때문에 II형 세페이드 변광성으로 분류한 적도 있다. 세페이드 변광성은 천체까지의 거리를 결정하는 데 긴요하게 쓰이는 표준촛불인데 폴라리스 A는 지구에서 제일 가까운 세페이드 변광성이기 때문에 연구가 자세히 이루어졌다. 폴라리스의 변광 패턴은 1852년부터 분석에 들어갔으며 1911년 아이나르 헤르츠스프룽이 변광형태를 정리 확립했다.
폴라리스의 밝기는 1.86 - 2.13 범위에서 맥동하나 그 진폭은 관측역사상 계속하여 변해 왔다. 1963년 이전 진폭은 0.1 등급 이상이었고 밝기의 감소 속도는 매우 완만했다. 1966년 이후 진폭의 크기는 0.05 등급까지 빠르게 줄어들었다. 그러나 이후 상기 폭 범위에서 불규칙하게 밝기가 변하고 있다. 다른 세페이드 변광성과는 달리 폴라리스의 밝기 진폭이 다시 커지고 있다는 연구결과가 나오고 있다.
변광 주기는 대략 4일이지만 역사적으로 이 간격은 계속 변화가 있었다. 1963년부터 1965년 기간을 제외하고 변광주기는 매년 4.5초씩 꾸준히 증가해 왔다. 이 현상의 원인은 항성이 세페이드 불안정띠 단계를 거치면서 항성이 부풀어 오르고 붉게 변하는 현상 때문으로 생각했다. 그러나 일차 맥동 상태(primary overtone pulsation mode)와 최초 배음 맥동 상태(first overtone pulsation mode) 상태 사이에 간섭이 일어나기 때문에 생긴 결과일 수도 있다. 현재 폴라리스가 기본 배음 맥동천체(fundermental overtone pulsator)인지 최초 배음 맥동천체(first overtone pulsator)인지 천문학계 내 견해가 일치하고 있지 않다. 또한 이 별이 불안정띠 단계에 처음 진입한 것인지 아니면 이전에 진입한 적이 있는지도 의견통일이 이루어지지 않고 있다.
폴라리스의 표면온도는 맥동기간 중 아주 조금만 바뀌나, 그 진폭은 계속 변화하며 예측하기 어렵다. 유효온도는 맥동 주기마다 최소 50 ~ 최대 170 켈빈만큼 오르내리는데 이는 폴라리스 Ab의 궤도에 영향을 받았기 때문일 것이다.
사이언스에 실린 논문에 따르면 폴라리스는 프톨레마이오스 시절 3등급보다 2.5배 밝아져 현재 2등급이 되었다고 한다.

## 이름
폴라리스는 천측 항법에서의 중요성 때문에 많은 이름으로 불려 왔다. 현재 서구권에서 불리는 이름 폴라리스(Polaris)는 르네상스 이후 보편화된 명칭으로 어원은 라틴어 polaris (북극 근처)이다. 영국에서 Polaris를 사용한 시기는 17세기로 거슬러 올라가는데 그 어원은 라틴어 stella polaris (북쪽 별)로 영어로 Star 즉 '별'을 생략하여 불렀다.
고대 폴라리스를 불렀던 이름 중 하나로 Cynosūra 가 있는데 이는 그리스어 "κυνόσουρα"(개 꼬리)에서 온 말이다. 이는 현 작은곰자리가 당시에는 개를 상징하는 별자리로 인식되었음을 뜻한다. 이 명칭은 영어 단어 cynosure의 어원이 되었다. 이외에 붙은 대부분 이름들은 북극성이라는 속성과 밀접하게 연관되어 있다. 영국에서는 폴라리스를 "pole star"(극성) 또는 "north star"(북쪽 별)로 불렀다. 한편 에드먼드 스펜서의 작품에서는 "steadfast star"(한결같은 별)로 등장한다. 이보다 오래되고 14세기부터 쓰인 호칭으로 "lodestar"(인도하는 별)가 있는데 이는 고대 노르웨이어 leiðarstjarna, 중고 독일어 leitsterne 와 뿌리가 같다. 폴라리스 외에 또다른 라틴어 이름은 stella maris (바다별)인데 이 명칭은 성모 마리아의 별칭으로 쓰였으며 8세기 찬송가 Ave Maris Stella 로 유명해졌다.
중국 천문학에서는 구진(勾陳)에 속한다. 폴라리스는 구진의 첫 번째 별로 구진일(勾陳一, 병음:Gōuchényī)이라 불린다.
인도 천문학에서는 이 별을 산스크리트어로 dhruva tāra (붙박이별)라고 불렀다. 중세 이슬람권에서는 여러 이름으로 불렀는데 대표적인 명칭으로 '미스마르'(바늘, 손톱), '알-쿠트브 알-샤말리이'(북쪽의 축), '알-카우카브 알-샤말리이'(북쪽 별) 등이 있다.

## 북극성으로서의 역할

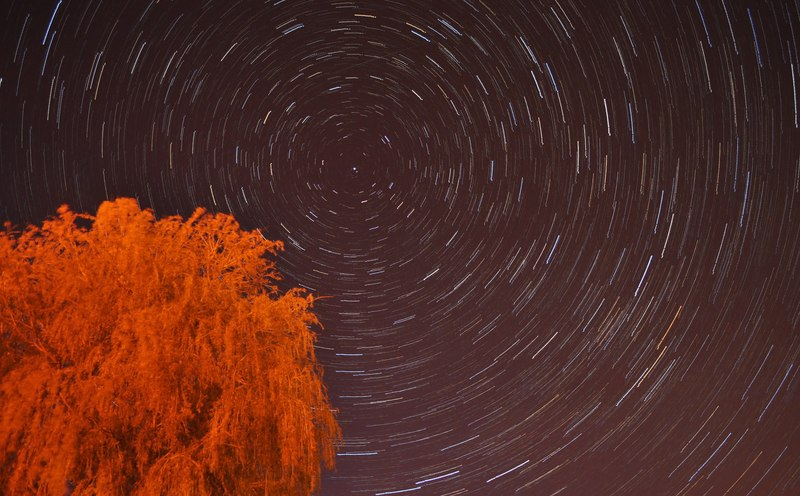
북반구 별들이 천구에서 움직이는 모습을 추적하면 사진과 같은 전형적인 원형 궤도들을 그린다. 중심부 거의 움직이지 않는 것처럼 보이는 별이 폴라리스.

현 시점에서 폴라리스는 가상의 지구 자전축이 연장되어 천구 북극과 만나는 지점에 가까이 있는 것처럼 보인다. 따라서 폴라리스는 밤하늘에서 거의 움직이지 않고, 나머지 모든 별들은 폴라리스를 중심에 두고 회전하는 것처럼 보인다. 다만 폴라리스는 하늘의 어느 한 점에 고정되어 있는 것이 아니라 천천히 이동하고 있는데 점점 천구북극에 접근하고 있으며 미래에는 다시 천구북극으로부터 멀어질 것이다. 이는 지구 자전축이 세차 운동을 하기 때문이다. 천구북극은 21세기 이후 폴라리스로부터 멀어질 것이며 41세기 경 세페우스자리 감마 옆을 스쳐 지나갈 것이다. 역사적으로 기원전 2500년 경 천구북극은 투반과 가까웠고 고전 고대 기간에는 코카브가 천구북극에 폴라리스보다 가까웠다. 고대 후기 코카브와 폴라리스는 천구북극으로부터 거의 비슷한 각거리만큼 떨어져 있었다. 그리스 항해가 피테아스는 기원전 320년 천구북극에는 아무 별도 없다고 기록했다. 그러나 유럽인들은 고대 후기부터 폴라리스를 천구북극에 가까운 밝은 별들 중 하나로써 항해에 이용했던 것으로 보인다. 이후 5세기 스토바에우스가 폴라리스를 ἀεί φανής (아에이 파네스, '항상 보인다') 라고 기록한 것으로 보아 폴라리스는 적어도 중세 성기부터는 북극성(stella polaris)으로 불리기 시작했던 것으로 추정할 수 있다.
나사니얼 바우디치는 1802년 저작 American Practical Navigator에서 폴라리스를 인용했는데 이 책에서 폴라리스는 항해별 중 하나로 나온다.
폴라리스는 천구의 북극에 근접해 있는 속성 때문에 지평선과 이 별이 이루는 각도를 재면 관측자 거주지의 위도가 나온다. 예를 들어 북위 38도 거주자가 바라본 폴라리스는 지평선으로부터 38도 각도를 이룬다. 같은 원리로, 고대인들은 북쪽으로 올라갈수록 북극성의 고도가 커지는 것으로부터 지구가 둥글다는 사실을 알아냈다.

## 거리

시차를 이용하여 지구와 별 사이 거리를 구하는 원리를 표현한 그림. 1파섹은 1초각의 연주시차를 보이는 천체가 지구와 떨어진 거리로 구체적 값은 약 20만 6265 천문단위이다.

현대 여러 논문들은 히파르코스 측성위성이 보낸 자료를 기반으로 폴라리스까지의 거리를 약 434 광년(133 파섹)으로 계산하고 있다. 이보다 오래 된 논문에서는 좀 더 먼 것으로 추정했다. 다만 최근 논문들의 연구결과에 따르면 고해상도 스펙트럼 분석 결과 이 별과 우리 사이 거리는 히파르코스 자료보다 거의 100 광년 더 가까워졌다.(323 광년/99 파섹) 폴라리스는 지구에서 가장 가까운 세페이드 변광성이므로 이 별의 물리적 매개변수는 우주 거리 사다리를 정확히 측정하는 여부를 결정하기 때문에 매우 중요하다.
| 연도 | 거리: 광년(파섹)    | 출처                |
| ---- | ------------------- | ------------------- |
|      | 433 ly (133 pc)     | 히파르코스          |
| 2006 | 330 ly (101 pc)     | 터너                |
| 2008 | 359 ly (110 pc)     | 유센코 & 클라치코바 |
| 2013 | 323 ly (99 pc)      | 터너 외             |
| 2014 | >=385 ly (>=118 pc) | 닐슨                |

히파르코스 위성은 1989년부터 1994년까지 0.97 밀리초각(970 마이크로초각) 오차범위 정밀도로 항성들의 시차를 측정했으며 향상된 정교도에 힘입어 지구로부터 약 3,200 광년(1,000 파섹) 거리의 천체들을 관측대상에 넣을 수 있었다. 이후 히파르코스의 측성자료에서 오류를 잡아내고 기술적 완성도를 더하는 작업이 진행되었다. 그러나 이런 정확도 향상에도 불구하고 폴라리스의 시차가 부정확하게 나온 것에 대해 천문학자들의 지적이 나왔으며, 일부 천문학자들은 히파르코스 위성이 작성한 다른 세페이드 변광성들의 거릿값도 신뢰할 수 없다고 주장했다. 히파르코스가 폴라리스의 시차를 낮춰 잡은 것에 대해 그 정확도를 검증하려는 시도가 있었으나 아직 이 별까지의 거릿값은 합의가 이루어지지 않고 있다.

## 위치 찾기

폴라리스를 중심으로 천구 별들이 회전하는 모습. 카시오페이아자리와 큰곰자리로부터 폴라리스를 찾는 방법이 점선으로 표시되어 있다.

폴라리스 자체는 북극성이라는 상징성과는 달리 눈에 띄게 밝은 별이 아니며 현대 도시의 밤하늘은 광공해 때문에 별들의 빛이 약해져 맨눈으로 폴라리스의 위치를 파악하기 어렵다. 직관적으로 폴라리스를 찾는 방법은 다음과 같다. 북두칠성 국자 앞 부분 메라크로부터 두베까지 가상의 선을 잇고 그 방향으로 선을 다섯 배 늘린 위치에 폴라리스가 있다.

## 같이 보기
- 봄의 대삼각형